# Jean-Yves Roy (homme politique)
Pour les articles homonymes, voir Roy et Jean-Yves Roy.
Jean-Yves Roy (21 juillet 1949 - ) est un homme politique québécois. 

## Biographie
Il a été député à la Chambre des communes du Canada, représentant la circonscription  de Matane-Matapédia de 2000 à 2006 et de Haute-Gaspésie—La Mitis—Matane—Matapédia de 2006 à 2010, sous la bannière du Bloc québécois.